# Examen artium
Examen artium var en i Danmark och Norge avslutande examen motsvarande gymnasieexamen som omfattade bland annat latin, engelska och naturkunskap. Översatt från latin är betydelsen examen i konsterna, det vill säga i de fria konsterna (artes liberales).
Examen introducerades vid Köpenhamns universitet omkring år 1630.
I Norge skedde den sista examinationen år 1981.